# Esch (Mosel)
Der Esch (französisch auch: Esche) ist ein fast 461⁄2 Kilometer langer Fluss in der französischen Region Grand Est und ein linker Zufluss der Mosel, der in den Départements Meuse und Meurthe-et-Moselle verläuft.

## Geographie

### Verlauf
Der Esch entspringt in einem Seegebiet bei Jouy-sous-les-Côtes, im Gemeindegebiet von Geville, entwässert in generell nordöstlichen Richtung durch den Regionalen Naturpark Lothringen und mündet nach rund 46 Kilometern an der Gemeindegrenze von Blénod-lès-Pont-à-Mousson und Pont-à-Mousson als linker Nebenfluss in die Mosel. Knapp vor seiner Mündung quert er den Abkürzungskanal der in diesem Bereich kanalisierten Mosel.

### Zuflüsse
- Ruisseau de l’Etang de Gerard Sas (rechts), 1,7 km
- Ruisseau de l’Etang de la Mosee (rechts), 2,7 km
- Ruisseau de l’Etang de Bruneau (rechts), 2,4 km
- Ruisseau du Pre St-Martin[5]  (links), 5,8 km
- Ruisseau de l’Etang Fion (links), 1,6 km
- Ruisseau de Berup (links), 5,7 km
- Ruisseau de Bernecourt (Ruisseau de Grosrouvres) (links), 4,5 km
- Ruisseau d’Eheyville (links), 2,0 km
- Ruisseau la Rehanne (rechts), 10,5 km

### Durchflossene Gemeinden
Der Esch durchfließt im Département Meuse die Gemeinden Geville und Broussey-Raulecourt, bevor er im Département Meurthe-et-Moselle die Gemeinden Mandres-aux-Quatre-Tours, Hamonville, Ansauville, Royaumeix, Grosrouvres und Minorville quert. Dort empfängt er von rechts den Nebenfluss Réhanne. Er fließt dann über Domèvre-en-Haye, Manonville, Lironville, Martincourt, Rogéville, Gézoncourt, Villers-en-Haye, Griscourt, Dieulouard, Jezainville zu seiner Mündung bei Blénod-lès-Pont-à-Mousson und Pont-à-Mousson.

## Hydrologie
Der Esch ist ein weitgehend unreguliertes Gewässer. Die durchschnittliche jährliche Abflussmenge wurde über einen Zeitraum von 56 Jahren (1969–2025) in Jezainville beobachtet, ein wenig oberhalb der Mündung in die Mosel. Das Einzugsgebiet entspricht an dieser Stelle etwa 231 km², damit etwa 96 % des vollständigen Einzugsgebietes des Flusses. Das langjährige Mittel der Abflussmenge beträgt 1,38 m³/s.
Die Abflussmenge des Eschs schwankt im Jahresverlauf, ganz typisch für die Fließgewässer Lothringens. Die höchsten Wasserstände werden in den Wintermonaten Januar bis März gemessen; die Abflussmenge erreicht ihren Höchststand 3,34 m³/s im Februar. Von April an geht die Schüttung Monat für Monat zurück. Sie erreicht ihren niedrigsten Stand zwischen Juli und Mitte Oktober, wobei der Fluss im August mit 0,24 m³/s die geringste durchschnittliche Wassermenge führt. In Trockenperioden kann der dreitägige minimale Durchschnitt der Abflussmenge im Extremfall bis auf 0,035 m³/s (das sind 35 Liter) fallen. Im Gegensatz hierzu wurde am 26. Mai 1983 die bislang höchste Abflussmenge mit 37,3 m³/s gemessen.
| Monatlicher mittlerer Abfluss in m³/s: Esch (Mosel) bei Jezainville Daten aus den Werten der Jahre 1969–2025 berechnet |
| --- |
| 3,632,41,81,20,601,383,08Jan.3,34Feb.2,44März1,78Apr.1,06Mai0,60Juni0,35Juli0,24Aug.0,25Sep.0,53Okt.0,89Nov.2,12Dez.   |
| Durchgehende Linie: Mittlerer Jahresabfluss (MQ) 1,38 m³/s                                                             |
| |
| Quelle: L'Esch à Jezainville – hydro.eaufrance.fr                                                                      |

An der Mündung in die Mosel beträgt die Abflussmenge 1,53 m³/s; das Einzugsgebiet umfasst hier 239,3 km².

## Wasserqualität
Die Agence de l’Eau Rhin-Meuse hat im Jahr 2006 das Wasser des Esch bei Jezainville analysiert und als „gut“ in die Kategorie 1B eingestuft. Damit hatte sich die Wasserqualität gegenüber dem Vorjahr leicht verbessert, als das Urteil auf „befriedigend“ (Kategorie 2) lautete.